# Prekodolce
Prekodolce (en serbe cyrillique : Прекодолце) est une localité de Serbie située dans la municipalité de Vladičin Han, district de Pčinja. Au recensement de 2011, elle comptait 1 657 habitants.
Prekodolce est officiellement classé parmi les villages de Serbie.

## Démographie

### Évolution historique de la population
| 1948 | 1953 | 1961  | 1971  | 1981  | 1991  | 2002  | 2011  |
| ---- | ---- | ----- | ----- | ----- | ----- | ----- | ----- |
| 872  | 960  | 1 007 | 1 212 | 1 471 | 1 848 | 1 625 | 1 657 |

|  |